# Miyavizm
miyavizm (【雅-miyavizm-主義】?, Miyabi-miyavizm-Shugi) è il terzo album del cantante giapponese miyavi, ed il primo registrato per una major. Pubblicato dalla label major Universal, è uscito il 1º giugno 2005 nel solo Giappone, in due edizione ed al prezzo di 3'059 e 3'300 ¥.

## Tracce
Tutti i brani sono testo e musica di miyavi.
1. Sukkyanen MYV ~MYV Man kōshiki ōen uta~ (Zenpen) (好っきゃねんMYV〜MYVマン公式応援歌〜(前編)?) - 2:25
2. Koi wa Push Phone ♪ (恋はプッシュホン♪?) - 3:59
3. Viva★Viva★Bebop ~Jinsei, nakiwarai~ (ビバ★ビバ★ビバップ 〜人生、泣き笑い〜?) - 4:13
4. Pop'n'roll Kōshien (Baseball) (ポップンロール甲子園（ベースボール）?) - 4:17
5. Aho matsuri[1] (阿呆祭‐アホまつり‐?) - 3:57
6. Saisaisai nara Byebyebye/featuring: PSY (さいさいさいならByebyebye／featuring: PSY?) - 3:08
7. Ame ni utaeba ~Pichi pichi chapu chapu ran ran Blues~ (雨に唄えば〜ピチピチチャプチャプランランブルース〜?) - 3:40
8. ROCK'N'ROLL IS “NOT” DEAD [Hōdai: Rock'n'roll wa nemuranai] (ROCK'N'ROLL IS“NOT”DEAD[邦題:ロックンロールは眠らない] ?) - 3:31
9. ♂Papa Mama♀ ~Nozomare nu Baby~ (♂パパママ♀〜望まれヌBaby〜?) - 4:03
10. Sukkyanen MYV ~MYV Man kōshiki ōen uta~ (Kōhen) (好っきゃねんMYV〜MYVマン公式応援歌〜(後編)?) - 1:58
11. Rock no gyakushū -Superstar no jōken- (ロックの逆襲-スーパースターの条件-?) - 3:36; bonus track presente solo nella normal edition
12. Freedom Fighters -Ice cream motta hadashi no megami to, kikanjū motta hadaka no ōsama- (Freedom Fighters-アイスクリーム持った裸足の女神と、機関銃持った裸の王様-?) - 4:53; bonus track presente solo nella normal edition
13. Shakespeare ni sasagu (シェイクスピアに捧ぐ?) - 11:44; ghost track presente solo nella special edition al posto delle tracce 11 e 12

## Curiosità
- La decima traccia, la bonus track Shakespeare ni sasagu, è la cover di un brano (originariamente intitolato Re: shake speare) che miyavi aveva precedentemente registrato con la sua precedente band, i Dué le quartz; è quindi la cover di un suo stesso brano, una auto-cover. Tutti i primi album di miyavi presentano auto-cover.
- I titoli dei primi album di miyavi sono composti da diversi kanji (abbinati a caratteri latini): il primo è sempre "雅", cioè appunto "miyavi", ed i secondi sono altri ideogrammi che, in combinazione con il primo, formano una nuova parola od espressione.